# Palazzo del Monte di Pietà

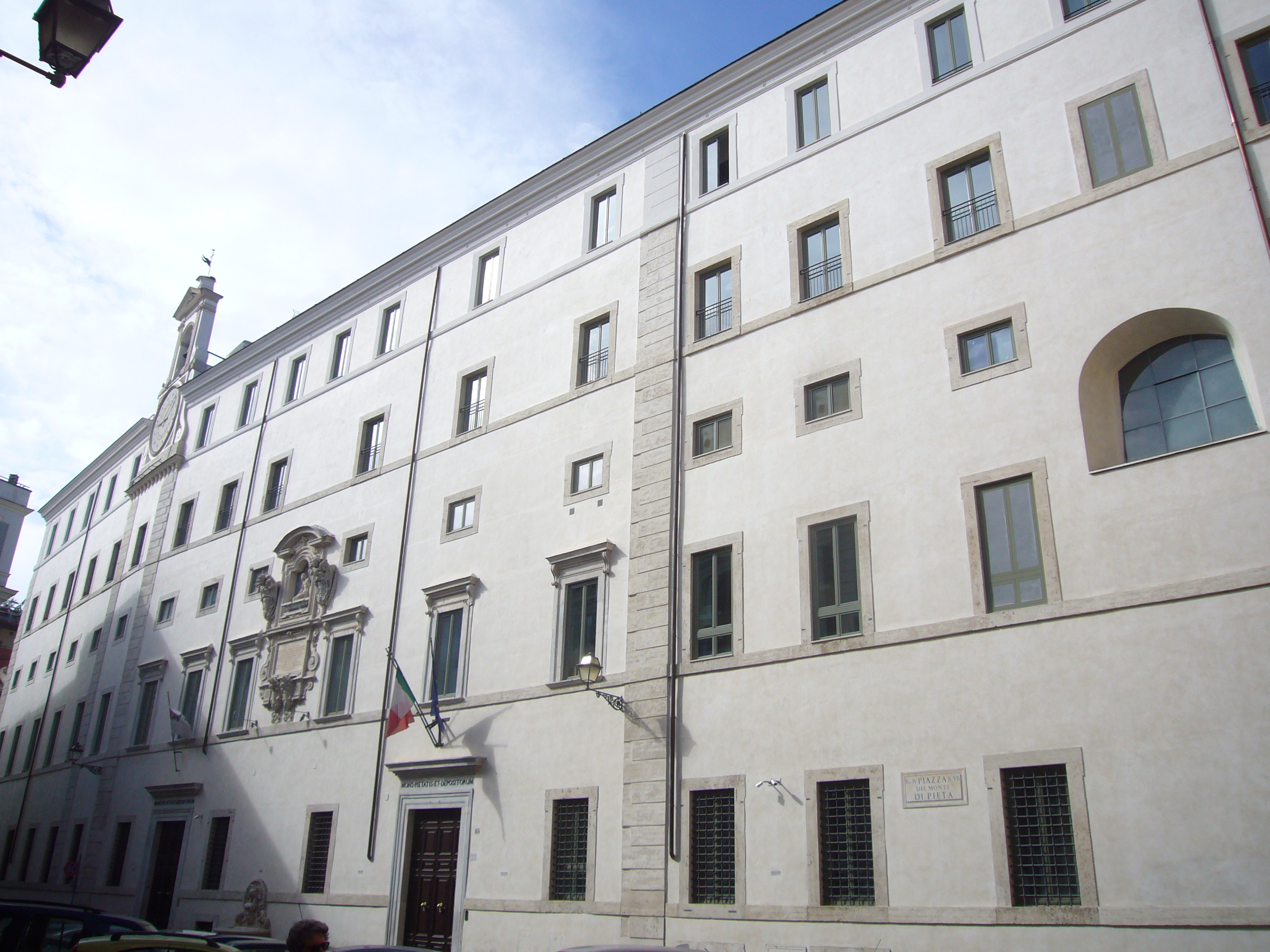
Fachada do palácio.

Palazzo del Monte di Pietà é um palácio maneirista localizado na Piazza del Monte di Pietà, no rione Regola de Roma. "Monte" é a palavra italiana para "monte", mas também servia, no passado, para indicar "quantia". Neste sentido, "Monte di Pietà" ("Quantia de Piedade") é o nome de uma instituição de caridade que emprestava dinheiro sem cobrar taxas em troca de penhores com o objetivo de ajudar os pobres. No Brasil e em Portugal, instituições similares eram chamadas de "montepios".
A primeira instituição deste tipo foi fundada em Perúgia em 1462 e o Monte dei Paschi di Siena, em 1472, um dos mais antigos bancos ainda em atividade no mundo.

## História

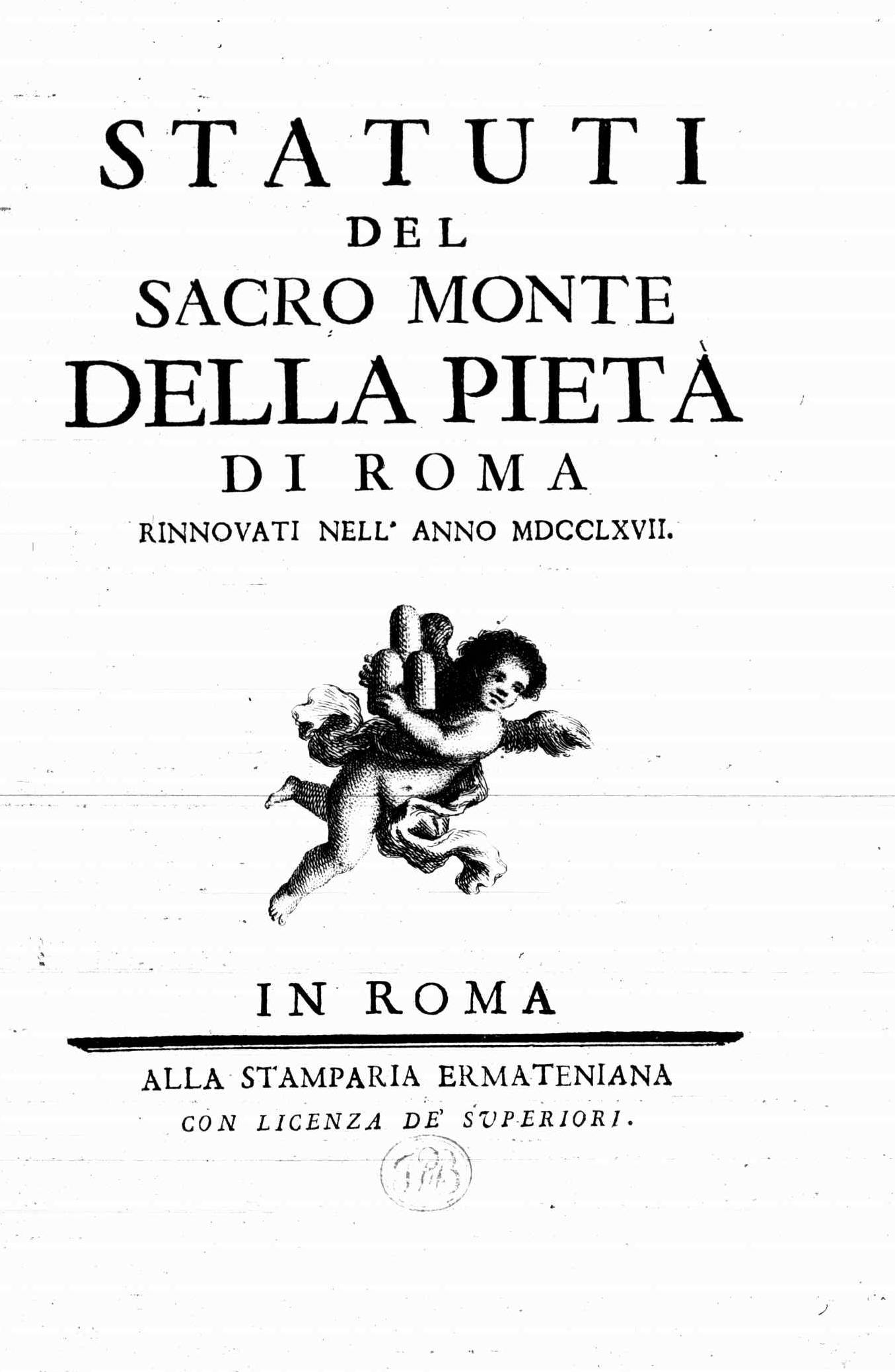
Statuti del Sacro Monte della Pietà di Roma rinnovati nell'anno 1767

O "Monte dei Pegni" foi fundado em 1527 pelo padre Giovanni da Calvi com a ajuda de um grupo financeiro de nobres romanos para combater a agiotagem. Eles depositaram ali uma grande quantidade de dinheiro com o objetivo de emprestá-lo aos que precisavam em troca de algum penhor (pegni). O Monte inicialmente não tinha uma sede fixa e só se mudou para o palácio na metade do século XVII, vindos de um outro edifício na Via dei Coronari. 
O palácio original foi construído em 1588 por Ottaviano Mascherino para o cardeal Prospero Santacroce e correspondia à parte central da estrutura atual. Com a morte do cardeal, o palácio passou, em 1591, para as mãos dos Petrignani, de Amelia e, em 1603, ao Monte di Pietà. O palácio foi imediatamente ampliado por ordem do papa Paulo V Borghese, que passou o comando aos arquitetos Carlo Maderno e Francesco Borromini, para adequá-lo às suas novas funções. Nesta reforma, a fachada foi prolongada para a direita até a via dell'Arco del Monte, onde foi construída uma nova capela, chamada Trinità al Monte di Pietà, mais tarde refeita Giovanni Antonio De Rossi e ricamente decorada por Carlo Bizzaccheri, com muitos mármores preciosos e obras de arte de vários artistas, incluindo Domenico Guidi. 
No pontificado do papa Urbano VIII Barberini (1623-1644), a praça em frente ao edifício foi ampliada e a construção do edifício prosseguiu até 1730, por obra de vários arquitetos, como Bartolomeo Breccioli, Francesco Peparelli e Nicola Salvi, responsável pela fachada posterior, de frente para a igreja de Santissima Trinità dei Pellegrini. Uma parte do edifício passou a servir para custodiar dinheiro e outra, os objetos penhorados. Entre 1750 e 1752, Nicola Giansimoni completou a fachada e é o responsável pela rusticação e pelo grande relógio. 
Em 1759, o Monte di Pietà adquiriu o vizinho Palazzo Barberini ai Giubbonari depois que a família se mudou para o novo Palazzo Barberini no monte Quirinal e o entregou à Depositeria Generale della Camera Apostolica e ao Banco dei Depositi. Em 1768, os dois palácios foram ligados por uma passarela em arco que imediatamente ficou conhecida como Arco del Monte. O monsenhor tesoureiro da Câmara Apostólica e quarenta cavaleiros romanos comandavam a instituição nesta época. Em 1872, Ignazio del Frate realizou uma reforma no pátio interno do palácio.

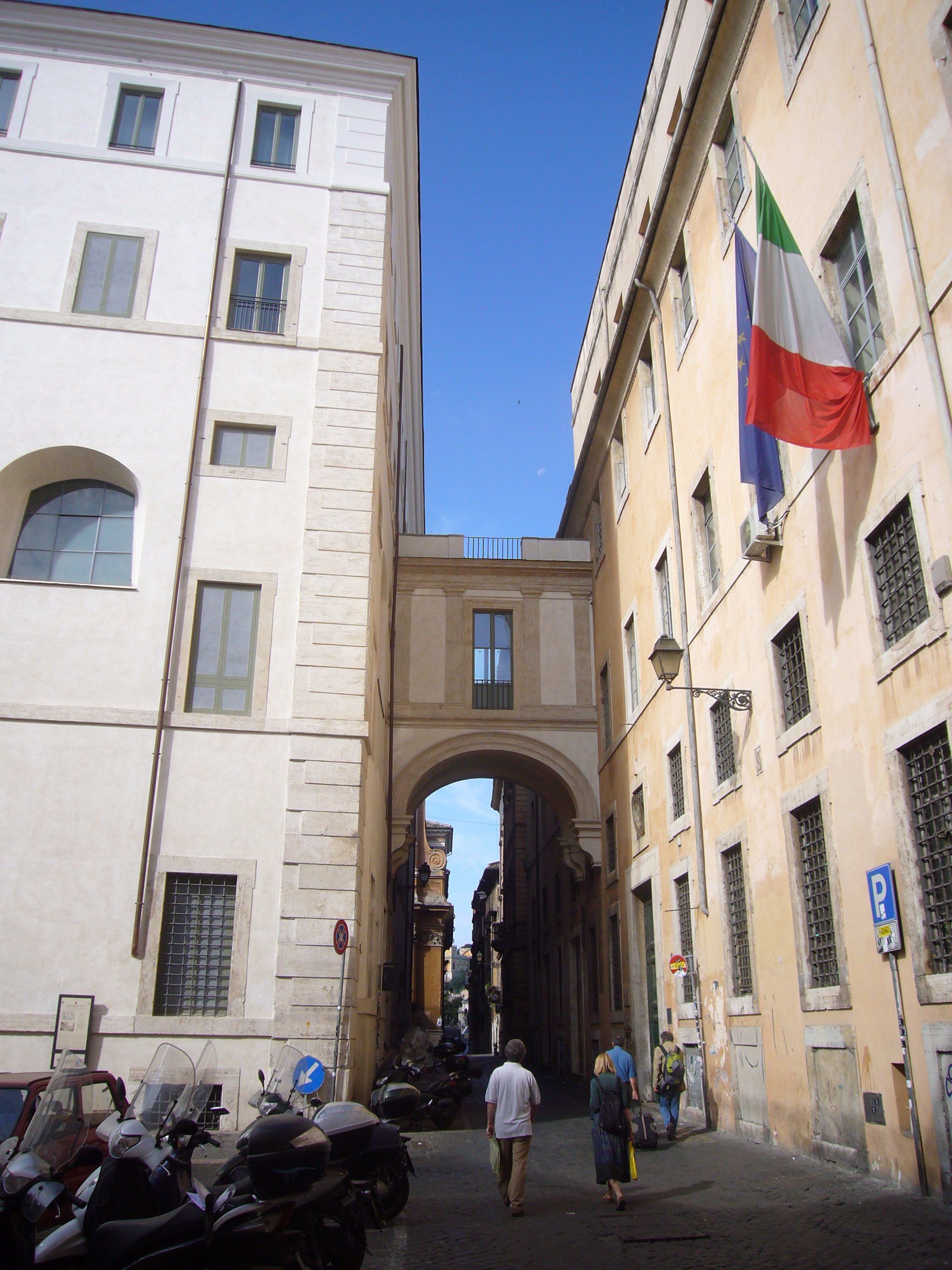
O Arco del Monte, que liga o palácio ao vizinho Palazzo Barberini ai Giubbonari.

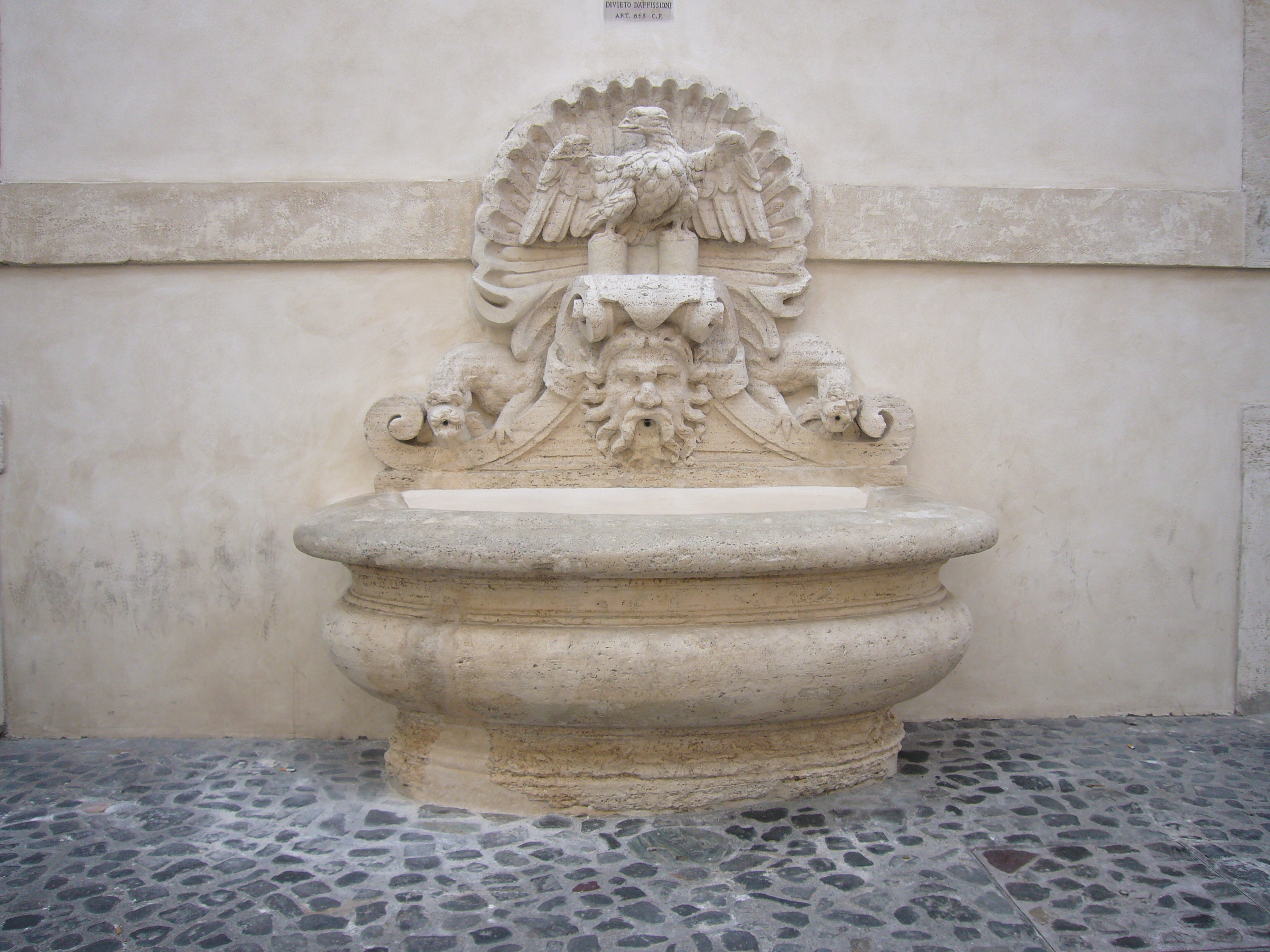
Fonte de Carlo Maderno na fachada.

O Monte di Pietà é também chamado jocosamente pelos romanos de "Monte d'Empietà" ("Monte da falta de piedade") por causa das elevadas taxas cobradas, segundo eles, aos que tem a má sorte de terem que buscar ajuda ali. Originalmente, a instituição emprestava sem juros com base nos penhores, mas somente pequenas quantias; para quantias maiores, a taxa cobrada era de 5%. Atualmente, o Palazzo di Monte di Pietà pertence ao Unicredit, um dos maiores bancos da Itália, que opera ali uma filial de empréstimos com base em penhores numa seção do edifício. A praça e as ruas vizinhas abrigam diversos negócios relacionados a esta atividade: compra direta de ouro, compra à vista (com desconto) dos recibos de penhora e compra dos objetos não reclamados no leilão semanal do Monte para posterior revenda, especialmente joias antigas.

## Decoração na fachada

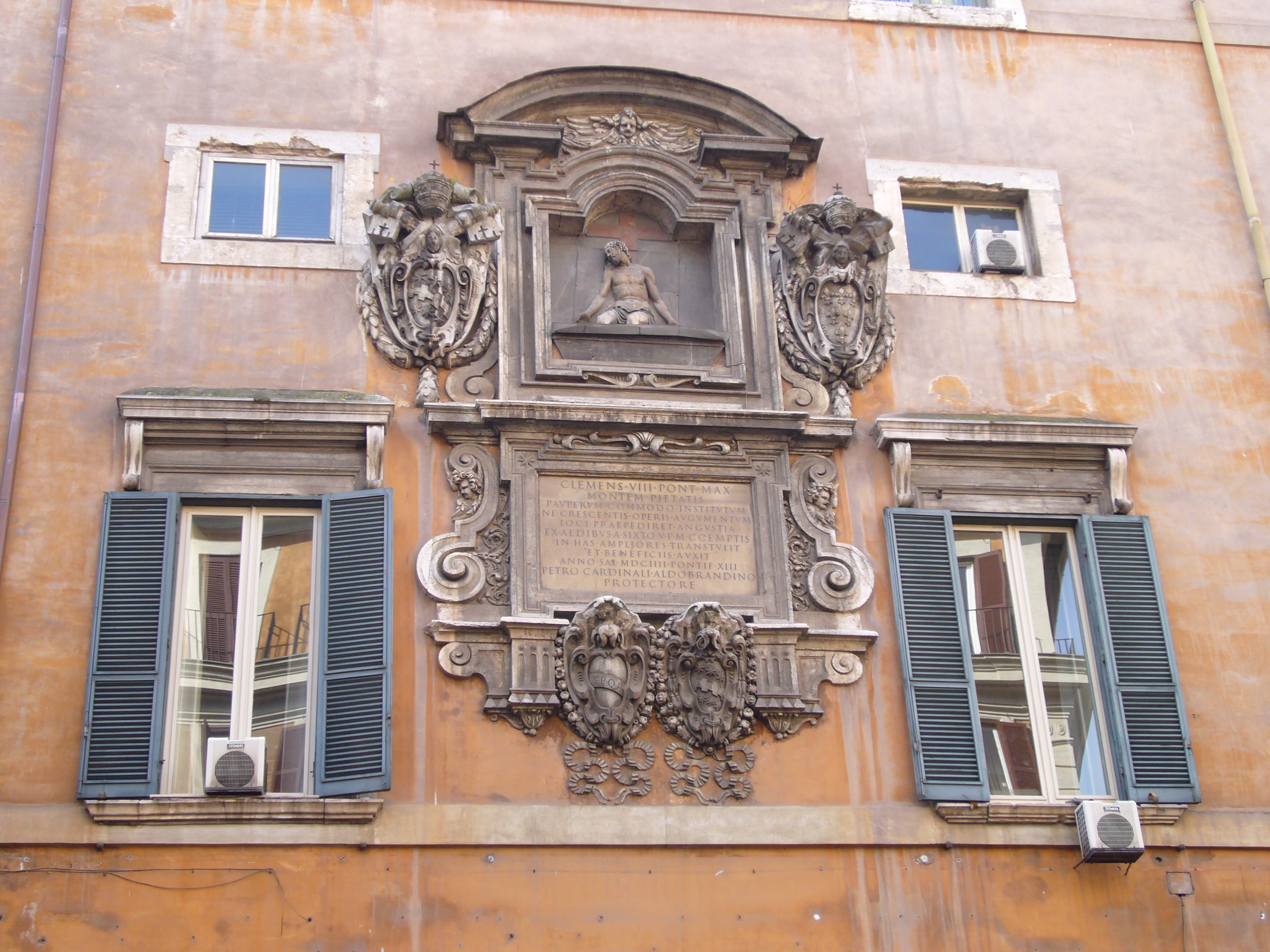
Escultura, também de Carlo Maderno, acima da placa comemorativa do papa Clemente VIII na fachada. As cores são anteriores à reforma mais recente.

Em 1613, durante as obras de ampliação, a vizinhança toda do palácio passou a receber água do aqueduto Água Paula e Carlo Maderno projetou duas fontes para distribuí-la, uma das quais está encostada na fachada do palácio. Do interior de uma grande concha está a águia, símbolo dos Borghese, pousada sobre dois pequenos montes. Da boca de um mascarão, colocado no centro de um afresco triangular, verte a água que cai num tanque logo abaixo de borda arredondada. Dos lados do mascarão estão dois dragões pousados sobre volutas laterais e de cujas bocas também cai água no tanque. Águias e dragões são parte do brasão da família Borghese. 
Na fachada da Piazza del Monte di Pietà, que tem a parte central aberta em seis janelas com arquitraves suportadas por mísulas e por dois portais, está um placa projetada por Maderno sobre a qual está uma belíssima escultura de Jesus no sepulcro com os braços abertos entre brasões do papa Paulo III Farnese, fundador do Monte, e de Clemente VIII Aldobrandini, que comprou o palácio para sediá-lo. A inscrição diz: "CLEMENS VIII PONT MAX MONTEM PIETATIS PAUPERUM COMMODO INSTITUTUM NE CRESCENTIS OPERIS AUGUMENTUM LOCI PRAEPEDIRET ANGUSTIA EX AEDIBUS A SIXTO V.P.M. COEMPTIS IN HAS AMPLIORES TRANSTULIT ET BENEFICIIS AUXIT ANNO SAL MDCIIII PONTIF XIII PETRO CARDINALI ALDOBRANDINO" ("O sumo pontífice Clemente VIII, para que a restrição de espaço não impedisse a expansão da atividade em crescimento, transferiu o Monte di Pietà, instituto de favorecimento dos pobres, para sede adquirida pelo pontífice Sisto V [da Via dei Coronari] para esta muito mais ampla e a dotou de grandes benfeitorias; no ano da salvação 1604, décimo-terceiro de seu pontificado, sob a proteção do cardeal Pietro Aldobrandini.